# Nan (Provinz)

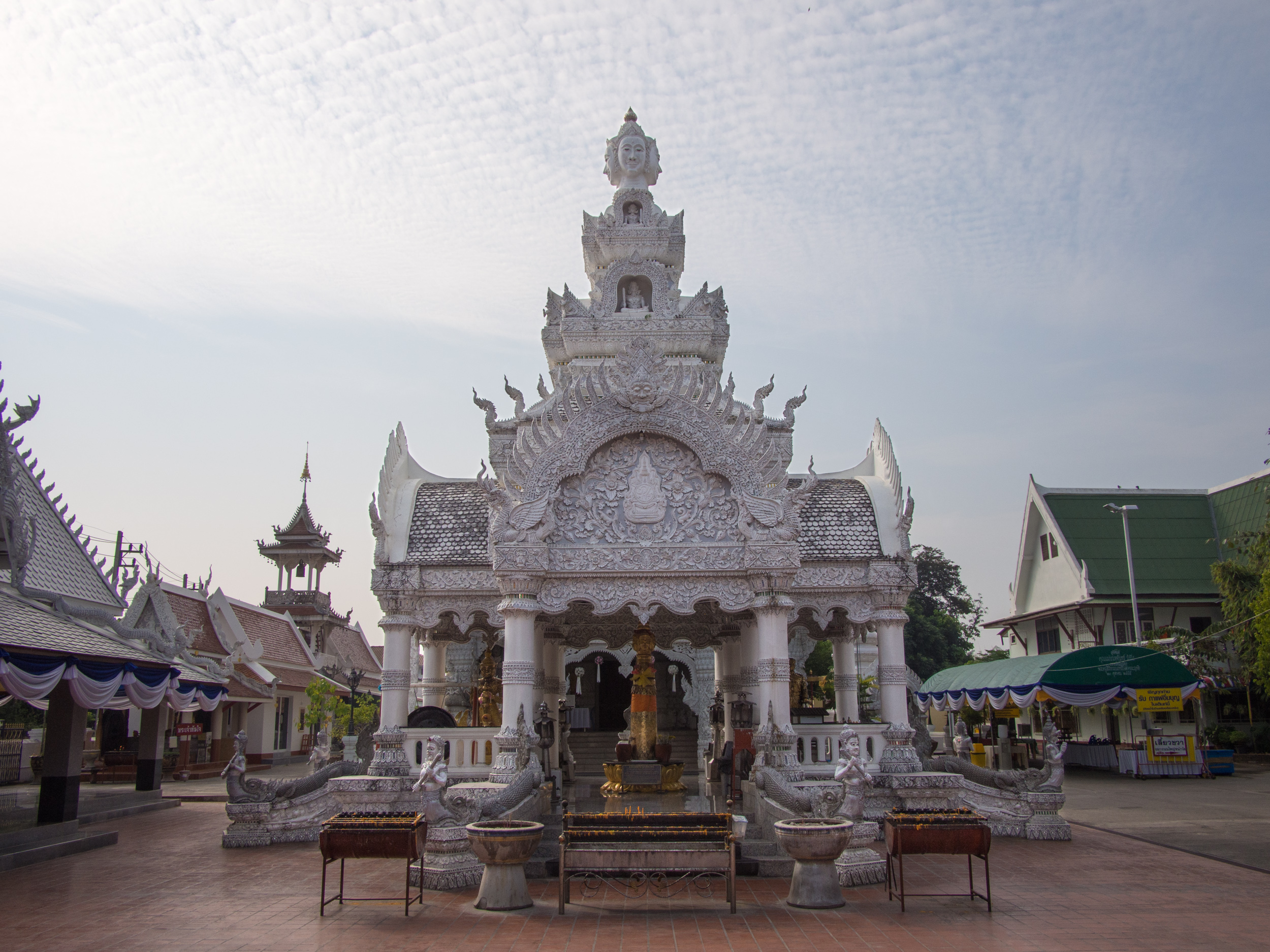
Wat Ming Mueang mit der Stadtsäule (Lak Müang) von Nan

Nan (Thai: น่าน) ist eine Provinz (Changwat) in Nordthailand. Die Hauptstadt der Provinz heißt ebenfalls Nan.

## Geographie

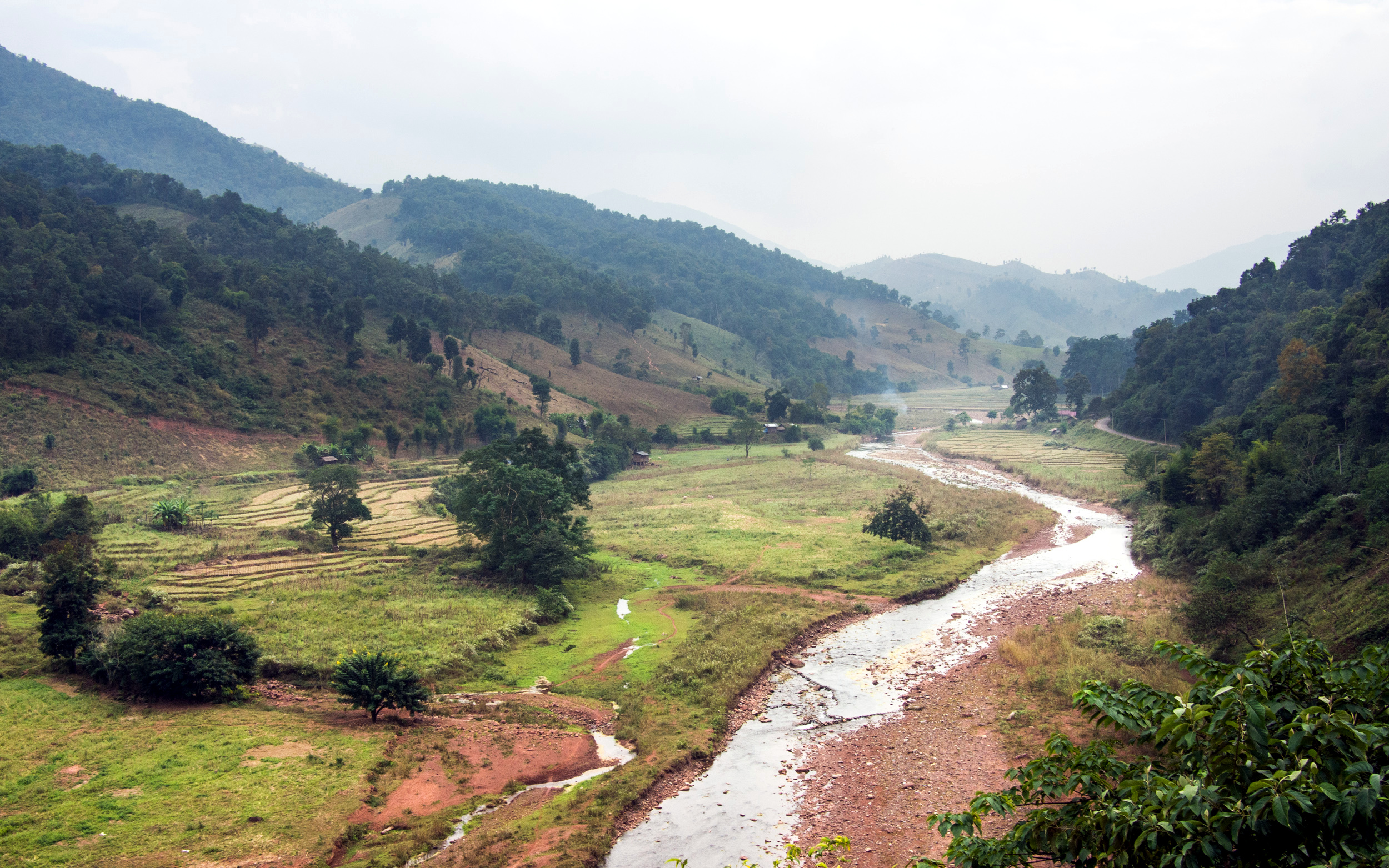
Landschaft in der Provinz Nan

Nan ist eine Provinz mitten in den Bergen des Nordens. Zahlreiche Flusstäler durchziehen die Höhen und bieten den Angehörigen der Bergvölker Platz.
Die Provinz liegt etwa 670 Kilometer nördlich der Landeshauptstadt Bangkok.
| Benachbarte Provinzen und Gebiete: | Benachbarte Provinzen und Gebiete: |
| ---------------------------------- | ---------------------------------- |
| Norden                             | Landesgrenze zu Laos               |
| Osten                              | Landesgrenze zu Laos               |
| Süden                              | Uttaradit                          |
| Westen                             | Phrae und Phayao                   |

### Klima
Das Klima ist tropisch-monsunal, aber nicht so heiß wie in den meisten anderen Landesteilen. Die Höchsttemperatur im Jahr 2009 betrug 41,2 °C, die tiefste Temperatur wurde mit 6,7 °C gemessen. An 107 Regentagen fielen im selben Jahr 1.095,3 mm Niederschlag.

### Topographie
Die Gegend von Nan ist bergig mit dem Phi Pan Nam-Gebirge im westlichen und der Luang Prabang-Bergkette im östlichen Teil. Die höchste Erhebung der Provinz bildet der 2.079 Meter hohe Doi Phu Kha in Amphoe Pua nahe der Grenze zu Laos.

## Bevölkerung
In den Anfangsjahren der Reiche des Nordens von Thailand war es üblich, sich die Arbeitskräfte auf Beutezügen zu beschaffen. Unter König Rama I. (reg. 1782 bis 1809) wurde die Nordregion von Siam als Schutzgürtel gegen die Birmanen angesehen.
Die Mehrheitsbevölkerung in dieser Provinz gehört der Gruppe der Tai Yuan (Eigenbezeichnung Khon Müang) an. Weitere ansässige Gruppen sind die Tai Lü, die Phuan, die Tai Khün und die Shan. Etwa 10,5 % der Bevölkerung sind gemäß den Sprachdaten der Volkszählung 2000 Angehörige der „Bergvölker“, darunter die Hmong, die Anfang des 20. Jahrhunderts in den Norden Thailands eingewandert sind.

## Wirtschaft und Bedeutung

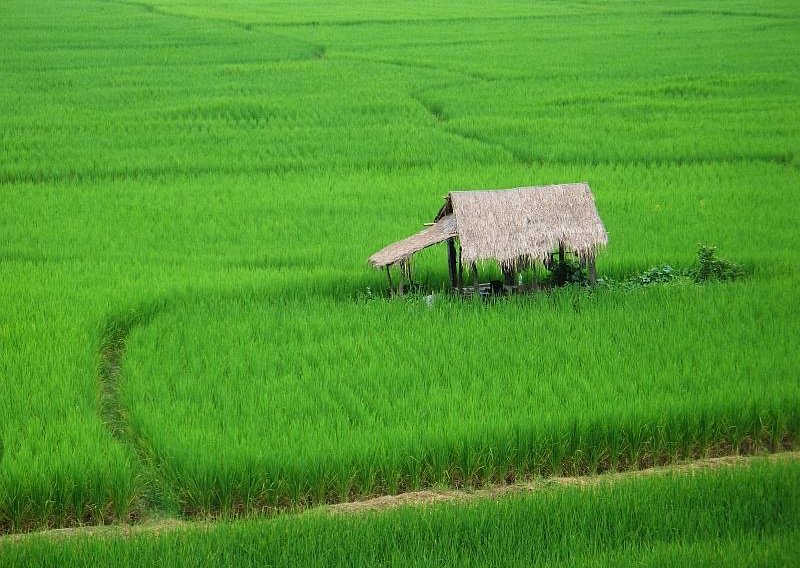
Reisfeld bei Nan

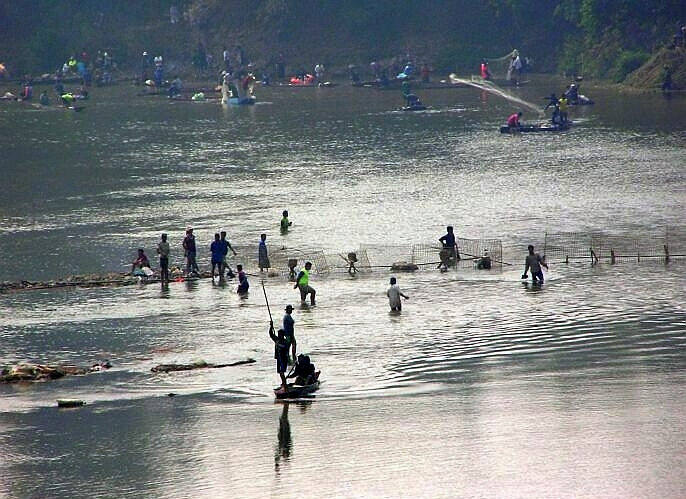
Fischende Dorfbewohner am Fluss Nan

Im Jahr 2009 betrug das „Gross Provincial Product“, das Bruttosozialprodukt der Provinz, 23,174 Milliarden Baht. Der offizielle Mindestlohn in der Provinz beträgt 225 Baht pro Tag (etwa 4 €; Stichtag 1. April 2012).

### Daten
Die unten stehende Tabelle zeigt die Anteile der Wirtschaftszweige am Gross Provincial Product in Prozent:
| Wirtschaftszweig | 2006 | 2007 | 2008 | 2009 |
| ---------------- | ---- | ---- | ---- | ---- |
| Landwirtschaft   | 29,2 | 31,7 | 36,3 | 35,8 |
| Industrie        | 12,1 | 12,3 | 11,2 | 09,7 |
| Andere           | 58,7 | 56,0 | 52,5 | 54,5 |

Die am stärksten zur Wirtschaftsleistung der Provinz beitragende Branche war 2011 die Landwirtschaft mit 6,756 Mrd. Baht, gefolgt von der Bildung mit 3,069 Baht, Verwaltung, Verteidigung und Sozialversicherung mit 2,667 Mrd. Baht sowie dem Groß- und Einzelhandel mit 2,331 Mrd. Baht.

### Landnutzung
Für die Provinz ist die folgende Landnutzung dokumentiert:
- Waldfläche: 5.103.552 Rai (8.165,7 km²), 71,2 % der Gesamtfläche
- Landwirtschaftlich genutzte Fläche: 792.599 Rai (1.268,2 km²), 11,1 % der Gesamtfläche
- Nicht klassifizierte Fläche: 1.273.894 Rai (2.038,2 km²), 17,8 % der Gesamtfläche

Die Provinz ist aufgrund der abgeschlossenen Lage noch relativ wenig entwickelt. Gerühmt werden die Zitrusfrüchte, die einen ausgesprochen guten Geschmack besitzen.

## Verkehr

### Flughafen
- Nan (Code NNT)

## Geschichte
Nan war lange Jahrhunderte unabhängig von den umliegenden Gebieten mit schwachen Verbindungen zu den laotischen Herrschern in Vientiane. Für kurze Zeit gehörte es zum Königreich Sukhothai und wurde nach dessen Niedergang im 15. Jahrhundert ein Vasall des nördlichen Reiches Lan Na (Land der Millionen Felder). Lan Na kam unter birmanische Herrschaft, doch versuchte sich Nan mehrere Male von deren Herrschaft zu befreien. Dies führte dazu, dass Birma seit 1714 die Kontrolle direkt übernahm.
1788 eroberte der neue Herrscher von Siam, König Rama I. (Phra Phutthayotfa Chulalok) den Norden und brachte auch Nan in seinen Einflussbereich. Nach dem Pak-Nam-Zwischenfall 1893 musste Siam einen Teil des östlichen Gebietes von Nan an Französisch-Indochina abtreten. 1899 verlor Nan wie andere Fürstentümer des Nordens seine Autonomie und wurde als Teil des Monthon Phayap („Nordwest“) der siamesischen Zentralverwaltung unterstellt, ab 1915 gehörte die Provinz zum Monthon Maharat. Der letzte Fürst von Nan – zuletzt nur noch ein zeremonielles Amt – Chao Mahaphrom starb 1931. Die Ebene der Monthon wurde 1932 wieder abgeschafft, seither unterstehen die Provinzen unmittelbar der Zentralregierung.
In den 1960er- und 70er-Jahren fanden in der Gegend Kämpfe zwischen der thailändischen Armee und der mit der Kommunistischen Partei Thailands verbundenen Volksbefreiungsarmee von Thailand (People's Liberation Army Thailand, PLAT) statt. Die Regierungstruppen besiegten die Aufständischen in den frühen 1980er-Jahren.

## Sehenswürdigkeiten

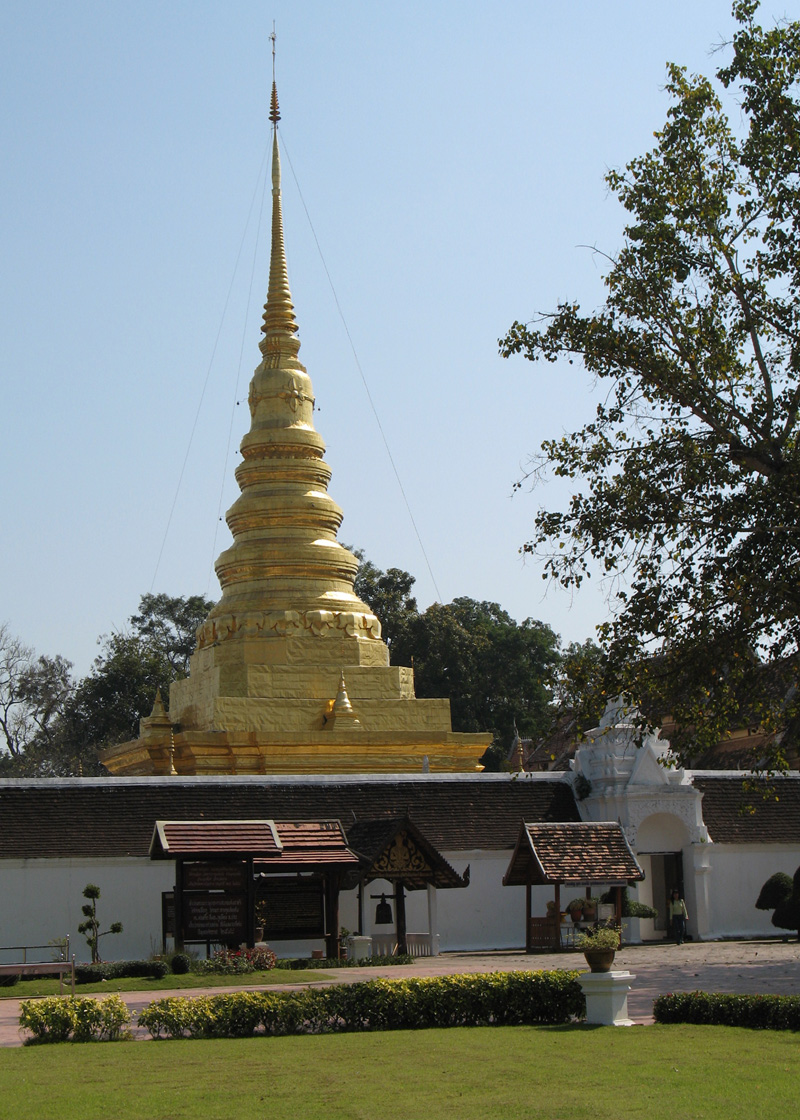
Phra That Chae Haeng

Für Sehenswürdigkeiten in der Stadt Nan selbst, siehe dort. Außerhalb der Stadt:
- Wat Phra That Chae Haeng (Thai: วัดพระธาตุแช่แห้ง) – über 600 Jahre alte buddhistische Tempelanlage (Wat) im Amphoe Phu Phiang mit einer 55 m hohen vergoldeten Chedi aus der Sukhothai-Zeit, die eine Reliquie enthalten soll. Sehenswert auch die traditionellen Naga-Verzierungen am Viharn.
- Wat Nong Bua (Thai: วัดหนองบัว) – in Amphoe Pua gelegen, ist eine buddhistische Tempelanlage (Wat) im Lan-Na-Stil, mit schönen Wandmalereien.
- Sila Phet Wasserfall (Thai: น้ำตกศิลาเพชร) – in Amphoe Pua gelegen, mit schönem Arboretum und interessanten Höhlen.
- Sao Din (Thai: เสาดินนาน้อย) – Canyon-Landschaft
- Tham Pa Tup (Thai: วนอุทยานถ้ำผาตูบ) – Naturschutzgebiet (Waldpark)
- Nationalparks:
  - Doi Phu Kha (Thai: อุทยานแห่งชาติ ดอยภูคา) – mit dem seltenen Baum Chom Pu Phu Kha (Bretschneidera sinensis Hemsl.)
  - Khun Nan (Thai: อุทยานแห่งชาติ ขุนน่าน)
  - Khun Sathan (Thai: อุทยานแห่งชาติ ขุนสถาน)
  - Mae Charim (Thai: อุทยานแห่งชาติ แม่จริม)
  - Nanthaburi (Thai: อุทยานแห่งชาติ นันทบุรี)
  - Si Nan (Thai: อุทยานแห่งชาติ ศรีน่าน)
  - Tham Sakoen (Thai: อุทยานแห่งชาติ ถ้ำสะเกิน)

## Symbole
Das Siegel zeigt den Usuparach-Bullen, der den Chedi von Prathat Chae Haeng trägt.
Die lokale Pflanze ist der Orchideenbaum (Bauhinia variegata).
Der Wahlspruch der Provinz Nan lautet:
„Der Schrein von Prathat Chae Haeng und jährliche Bootsrennen,
Die Stadt des schwarzen Elfenbeins und den Wandmalereien von Wat Phumin,
den Na-Noi-Erdhügeln,
Phu Kha ein Ort für das Trekking,
Das Land der Nam-Lai-Textilie – oder Fließwasser-Webereien,
Die Mafai-Frucht ist angenehm zu kosten,
Erwerb aller Arten von Silber-, Rattan- und Korbwaren,
Goldene Mandarinen wachsen hier in großer Zahl.“

## Verwaltungseinheiten

### Provinzverwaltung
Die Provinz Nan ist gegliedert in 15 Amphoe (‚Bezirke‘ oder ‚Landkreise‘). Diese sind weiter unterteilt in 99 Tambon (‚Unterbezirke‘ oder ‚Gemeinden‘) und 848 Muban (‚Dörfer‘)
| \| Nr. \| Amphoe \| Thai \| \| --- \| ------------------- \| ------------------- \| \| 1 \| Amphoe Mueang Nan \| (อำเภอเมืองน่าน) \| \| 2 \| Amphoe Mae Charim \| (อำเภอแม่จริม) \| \| 3 \| Amphoe Ban Luang \| (อำเภอบ้านหลวง) \| \| 4 \| Amphoe Na Noi \| (อำเภอนาน้อย) \| \| 5 \| Amphoe Pua \| (อำเภอปัว) \| \| 6 \| Amphoe Tha Wang Pha \| (อำเภอท่าวังผา) \| \| 7 \| Amphoe Wiang Sa \| (อำเภอเวียงสา) \| \| 8 \| Amphoe Thung Chang \| (อำเภอทุ่งช้าง) \| \| 9 \| Amphoe Chiang Klang \| (อำเภอเชียงกลาง) \| \| 10 \| Amphoe Na Muen \| (อำเภอนาหมื่น) \| \| 11 \| Amphoe Santi Suk \| (อำเภอสันติสุข) \| \| 12 \| Amphoe Bo Kluea \| (อำเภอบ่อเกลือ) \| \| 13 \| Amphoe Song Khwae \| (อำเภอสองแคว) \| \| 14 \| Amphoe Phu Phiang \| (อำเภอภูเพียง) \| \| 15 \| Chaloem Phra Kiat \| (อำเภอเฉลิมพระเกียรติ) \| |                     |                     |
| Nr. | Amphoe              | Thai                |
| 1 | Amphoe Mueang Nan   | (อำเภอเมืองน่าน)      |
| 2 | Amphoe Mae Charim   | (อำเภอแม่จริม)        |
| 3 | Amphoe Ban Luang    | (อำเภอบ้านหลวง)      |
| 4 | Amphoe Na Noi       | (อำเภอนาน้อย)        |
| 5 | Amphoe Pua          | (อำเภอปัว)           |
| 6 | Amphoe Tha Wang Pha | (อำเภอท่าวังผา)       |
| 7 | Amphoe Wiang Sa     | (อำเภอเวียงสา)       |
| 8 | Amphoe Thung Chang  | (อำเภอทุ่งช้าง)        |
| 9 | Amphoe Chiang Klang | (อำเภอเชียงกลาง)     |
| 10 | Amphoe Na Muen      | (อำเภอนาหมื่น)        |
| 11 | Amphoe Santi Suk    | (อำเภอสันติสุข)        |
| 12 | Amphoe Bo Kluea     | (อำเภอบ่อเกลือ)       |
| 13 | Amphoe Song Khwae   | (อำเภอสองแคว)       |
| 14 | Amphoe Phu Phiang   | (อำเภอภูเพียง)        |
| 15 | Chaloem Phra Kiat   | (อำเภอเฉลิมพระเกียรติ) |

### Lokalverwaltung
Für das ganze Gebiet der Provinz besteht eine Provinz-Verwaltungsorganisation (thailändisch องค์การบริหารส่วนจังหวัด, kurz อบจ., Ongkan Borihan suan Changwat; englisch Provincial Administrative Organization, PAO).
Auf dem Gebiet der Provinz gibt es des Weiteren 19 Thesaban (‚Kommunen‘) – darunter eine „Stadt“ (die Provinzhauptstadt) und 18 „Kleinstädte“ – sowie 80 Tambon-Verwaltungsorganisationen.